# Parathroscinus murphyi
Parathroscinus murphyi – gatunek chrząszcza z rodziny Limnichidae i podrodziny Cephalobyrrhinae.
Gatunek opisany został w 1990 roku przez Davida P. Wooldridge'a.
Chrząszcz o wypukłym, podłużno-owalnym ciele długości od 2,7 do 2,8 mm. Złotobrązowe owłosienie obecne na głowie i po bokach przedplecza. Środek przedplecza owłosiony brązowo. Podstawa pokryw płytko dwufalista. Na pokrywach łatki srebrnych włosów. Spód ciała gęsto owłosiony. Perforowane punkty występują na pokrywach i zapiersiu. Środkowy płat edeagusa zwęża się od nasady do ⅔ długości, a dalej ma boki równoległe do zaokrąglonego wierzchołka.
Gatunek znany z lasów namorzynowych singapurskiego Pasir Ris.